# Escala de setge

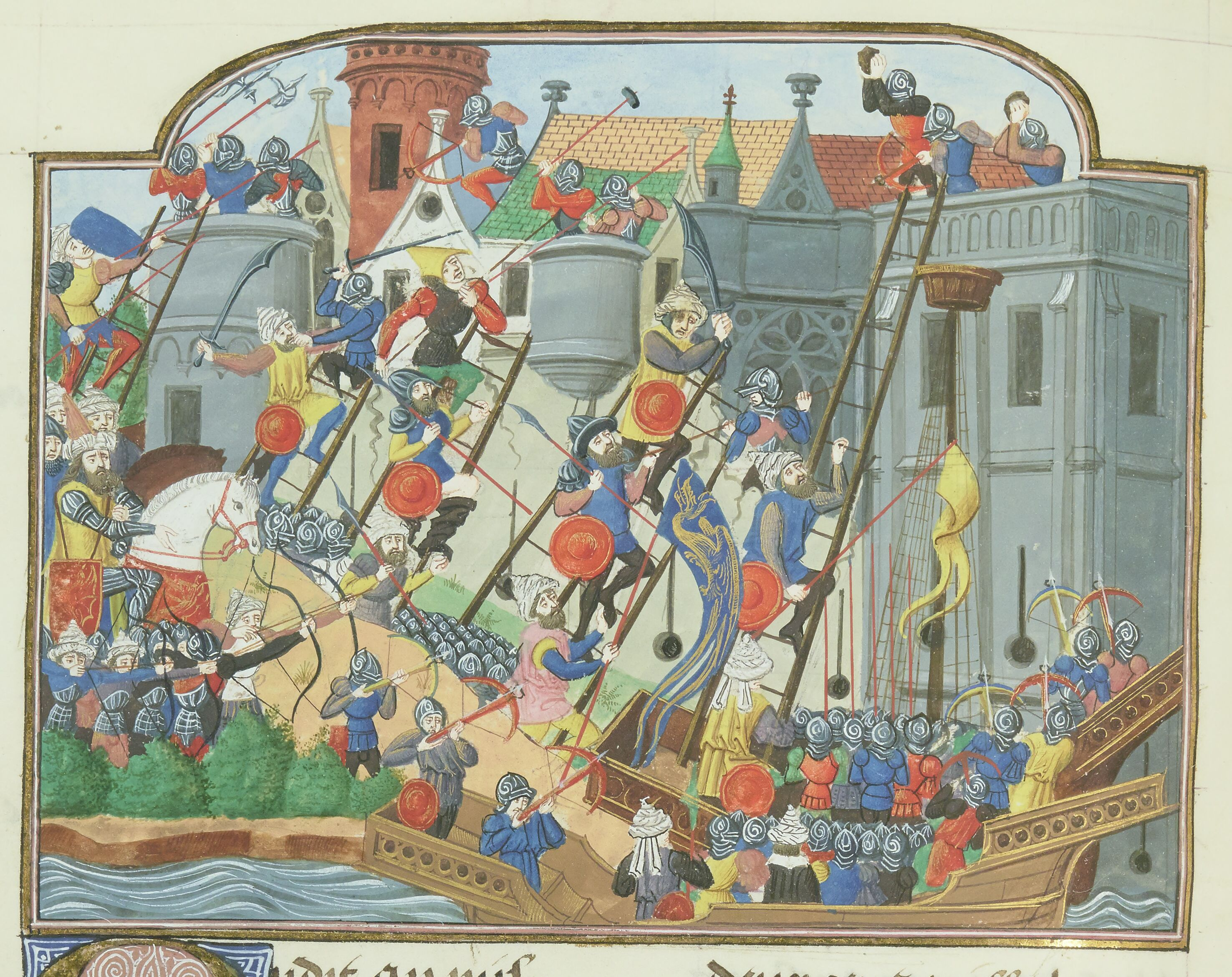
Assalt amb escales de setge. Constantinoble (1450 - 1475).

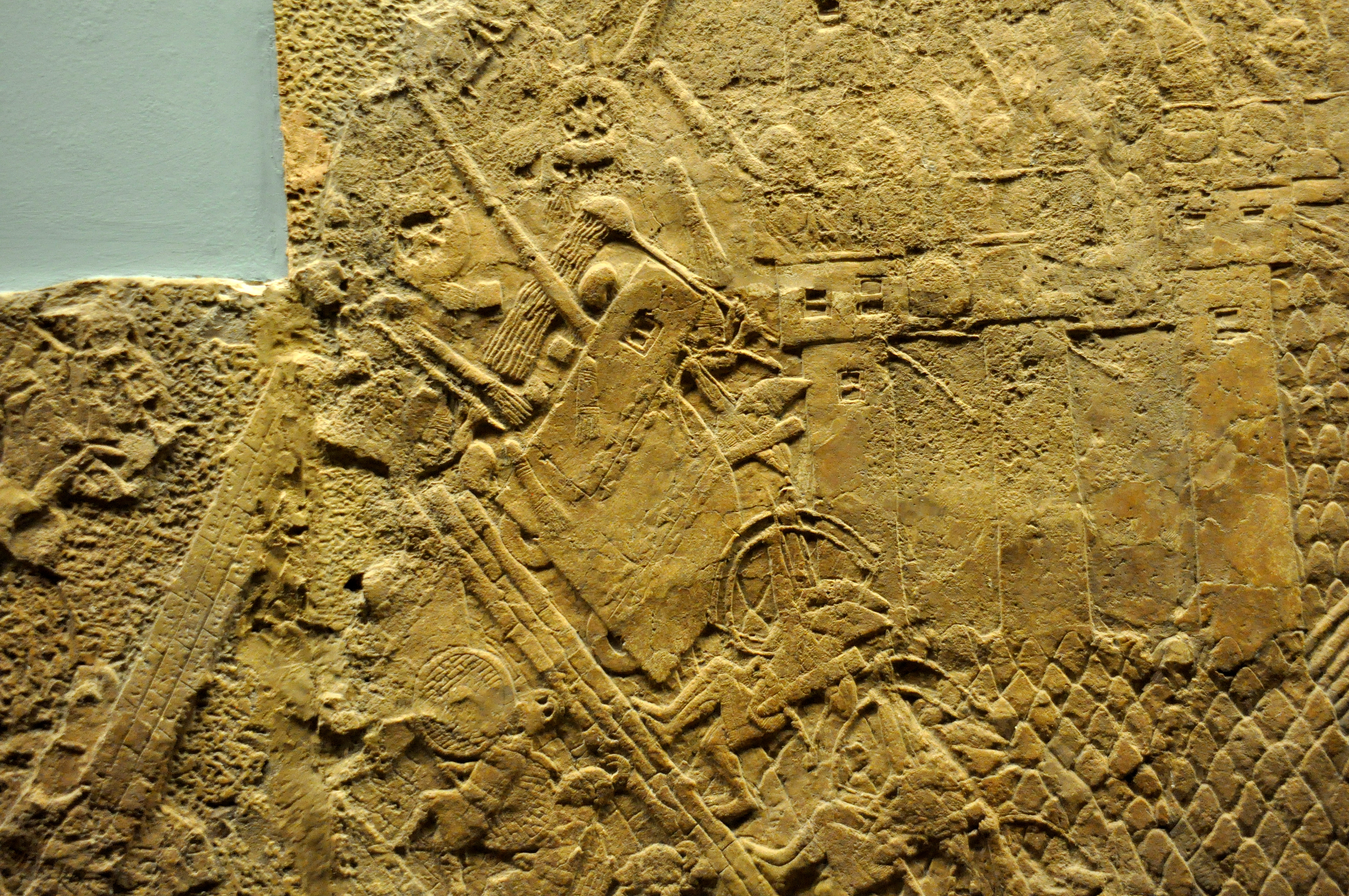
Giny de setge assiri (c 700 aC).

Una escala de setge és una màquina de guerra adequada per a assaltar un mur fortificat elevat verticalment sobre terra. En la seva forma més senzilla és una escala de mà  de dimensions prou grans. L'escala d'assalt pot formar part d'estructures de protecció, amb rodes de transport o sense.

## Classificació
Una classificació important fa referència al seu disseny. Una escala de setge pot ser rígida o flexible.

### Materials
Les escales rígides es construïen de fusta. Les escales flexibles acostumaven a ser de corda amb esglaons de fusta.

## Procediments d'ús
Les escales rígides es transportaven fins al mur i es deixaven reposar (la part baixa sobre terra i la part alta contra el mur) formant un cert angle amb el mur. Una escala molt vertical oferia un equilibri precari. Una escala massa horitzontal, sotmesa a càrregues importants, podia trencar-se més fàcilment.
Les escales flexibles s'havien d'enganxar a la part superior del mur, amb un rampagolls (ganxo) o similar.

### Sorpresa
L'èxit d'un assalt amb escales es fonamentava, bàsicament, en la sorpresa o la distracció dels defensors.

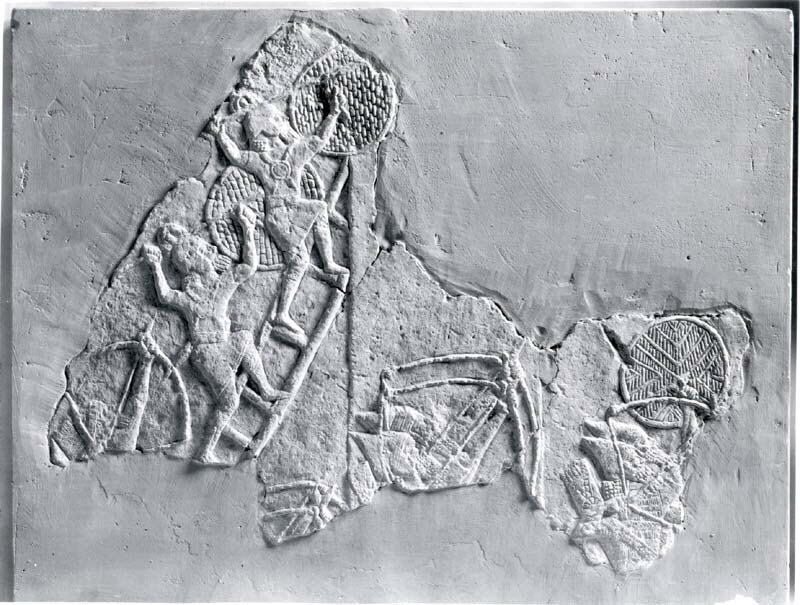
Tropes assíries assetjant una ciutat,
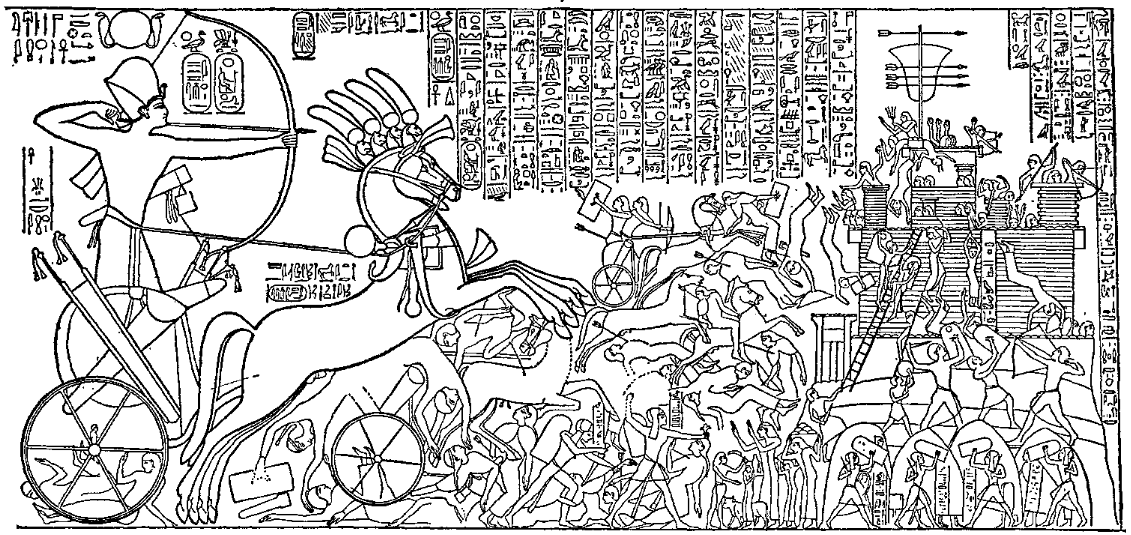
Setge de Dapur per part de Ramsès II.

## Història i documents

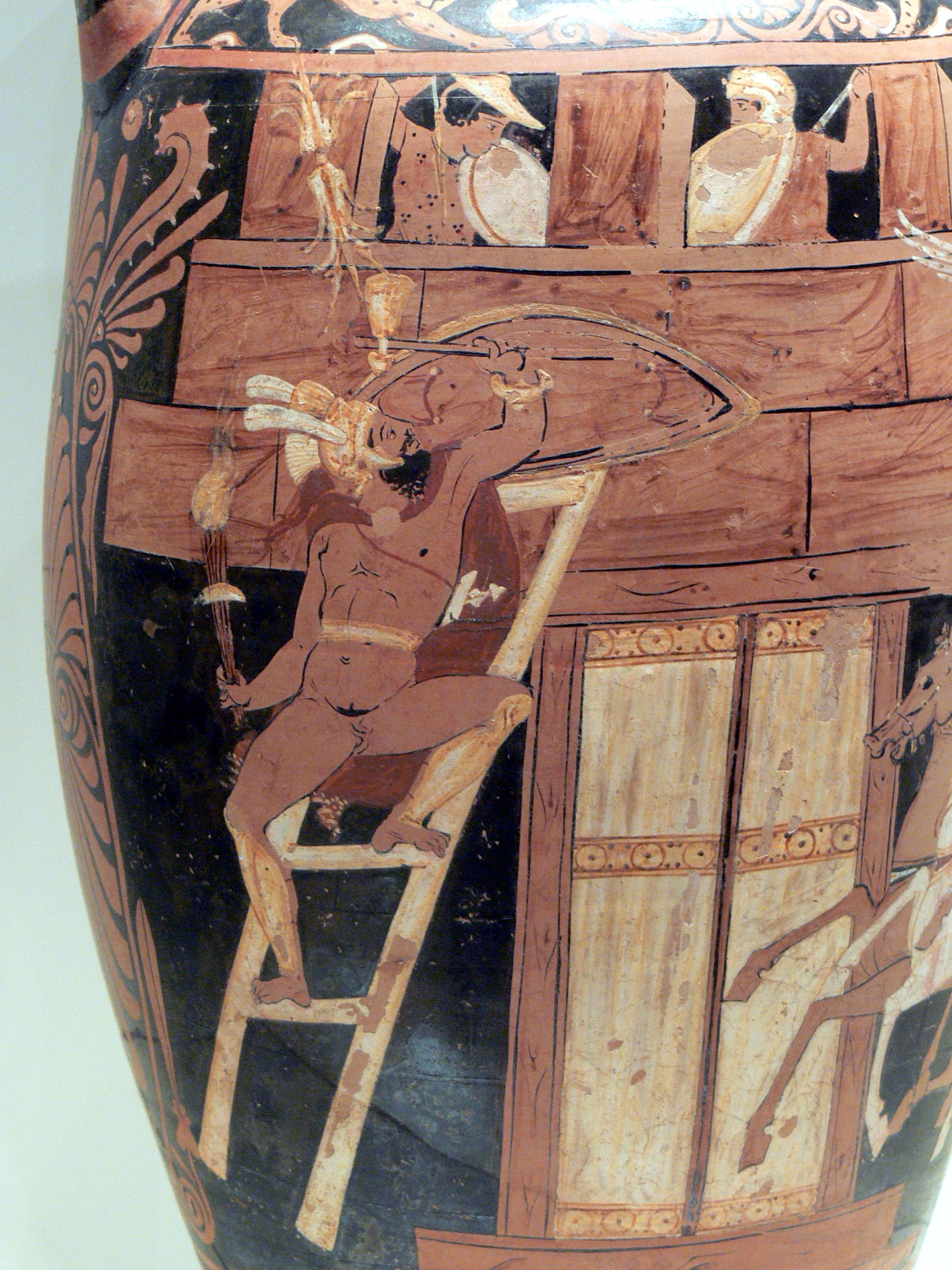
Assalt de Tebes.

Les escales de setge foren usades des d'èpoques molt antigues fins a l'actualitat. Una petita mostra aleatòria, ordenada cronològicament, permet documentar el tema. En cada cas caldria analitzar la fortificació, les armes dels defensors i les armes dels atacants.
- c 727 aC. Assiris emprant escales de setge.[4]
- 427 aC. En el setge de Platea per part dels espartans, uns 300 assetjats fugiren passant la doble muralla amb escales.[5]
- 251 aC. Àratos de Sició. Conquesta de la ciutat de Sició escalant les muralles amb escales.[6]
- 217 aC. Filip V de Macedònia va fracassar en l'intent de capturar la ciutat de Melitea perquè les escales d'assalt eren massa curtes.[7]
- 214-212 aC. Setge de Siracusa (Segona Guerra Púnica).[8]
- 209 aC. Batalla de Cartago Nova. Importància de les escales.[9][10][11]
- 1325. Escales d'assalt en el Setge de Palerm per Robert I de Nàpols (Segons la Crònica de Ramon Muntaner).[12]
- 1419. Grans escales de setge d'Alfons el Magnànim. Sobre sis rodes i cadascuna amb nom (Santa Caterina, Santa Clara, Sant Antoni, Sant Jordi, Sant Jaume). Escales petites que podien empalmar-se.[13]
- 1429. La fortalesa Château-Gaillard (Les Andelys) fou capturada per Étienne de Vignoles (anomenat La Hire i company de Joana d'Arc).[14][15]
- 1433. L'estol d'Alfons el Magnànim que salpà cap a Sicília, va carregar a Barcelona moltes "artilleries" (molts ginys d'assalt), fabricades segons Melcior Miralles a Catalunya.[16] Dins d'una llarga descripció, el cronista esmenta unes escales molt altes fortificades a la part superior amb una verdesca cadascuna. És important que la descripció especifiqui "a manera de castell". Això indica que una de les formes de la verdesca imitava un petit castell, construït de fusta.

| «                            | DE LES ARTELERIES QUE PORTAVA LO SENYOR REY EN LES NAUS E GALERES DE CATALUNYA: Primo, portava lo dit senyor rey .CC.LXXX. escales de fust, les quals se arboraven a la popa de la nau, e cascuna era larga .XII. palms més que la gàbia de la nau, e amples que dos hòmens armats podien muntar egual... En cascuna nau portava dues escales –cascuna era pus alta que no la gàbia de la nau .XXXX. palms–, e heren entoldades e cubertes, en manera que ells que pugaven sens peril, e dalt, al cap de les escales, tenien huna verdesca a manera de castel, ab dos portes ab perns, en manera que's podien tanquar e hobrir e fer armes, e podien estar en cascuna verdesca XV hòmens d'armes o balestés ... | » |
| — Melcior Miralles. Dietari. | |   |

- 1536. Mort de Garcilaso de la Vega, el primer en pujar per l'escala al castell de Lo Mueg. Fou ferit i morí a Niça.[17][18]
- 1602. Traducció italiana de l'obra Tàctica, un assaig sobre l'art de la guerra, de Lleó VI el Filòsof. Amb referències a l'ús d'escales de setge.[19]
- 1668. Henry Morgan va capturar Portobelo amb escales de setge.[20]
- 1812. Atac amb escales del castell de Badajoz.[21][22]
- 1939-1945. A la Segona Guerra Mundial les escales d'assalt (rígides i flexibles) foren usades en diverses operacions.[23][24][25]